# Gomesa pabstii
Gomesa pabstii är en orkidéart som först beskrevs av Marcos Antonio Campacci och C.Espejo, och fick sitt nu gällande namn av Mark W. Chase och Norris Hagan Williams. Gomesa pabstii ingår i släktet Gomesa och familjen orkidéer. Inga underarter finns listade i Catalogue of Life.